# Philodoria naenaeiella
Philodoria naenaeiella là một loài loài bướm thuộc họ Gracillariidae. Đây là loài đặc hữu của Oahu.
Ấu trùng ăn các loài Dubautia laxa và Hesperomannia arborescens swezeyi. Có khả năng chúng ăn lá cây nơi chúng sống.